# Лев Африканский
Иоанн Лев Африка́нский (лат. Joannes Leo Africanus, итал. Giovanni Leone l'Africano, араб. يوحنا ليون الإفريقي‎ — Йуханна Лиун аль-Ифрики), до крещения — аль-Ха́сан ибн Муха́ммед ал-Вазза́н (араб. الحسن بن محمد الوزان‎; ок. 1488, Гранада — ок. 1554) — арабский географ и путешественник.

## Биография
Родился в Гранаде, в мусульманской семье, покинувшей город и переселившейся в Марокко вскоре после взятия города Кастилией в 1492 году. Жил в городе Фес, где учился в университете Аль-Карауин. Будучи ещё молодым человеком, сопровождал дядю в дипломатической поездке в Магриб, около 1510 года побывал в Томбукту, в то время входившем в западноафриканскую империю Сонгай и представлявшем собой крупнейший экономический и культурный центр Африки. В дальнейшем с дипломатическими и торговыми путешествиями посетил большинство областей Марокко (включая труднодоступные горные районы), расположенное посреди Сахары государство Борну, Нубию, берега озера Чад и множество других африканских земель, которые были исследованы европейцами только в XIX веке. Также, по собственным утверждениям, бывал в Константинополе, Тунисе, Египте, Персии, на Аравийском полуострове, где совершил хадж в Мекку.
В 1518 году был захвачен в плен близ острова Джерба сицилийским корсаром Пьетро Бовадилья и обращён в рабство. Его увезли сначала в Неаполь, затем в Рим, где он  был преподнесён в дар папе Льву X Медичи, сыну Лоренцо Великолепного. В течение года он содержался в замке Святого Ангела, где три епископа наставляли его в католической вере. 6 января 1520 года он был крещён в соборе Святого Петра самим папой и принял его имена — Иоанн и Лев.
Находясь под покровительством Льва X, он преподавал арабский язык в Болонье и написал (на итальянском языке, которым очень быстро овладел) главное своё сочинение, «Описание Африки и достопримечательностей, которые в ней есть» (итал. Della descrittione dell'Africa et delle cose notabli che ivi sono; завершено, согласно замечанию в тексте, 10 марта 1526 года в Риме). Также Льву Африканскому принадлежит ряд других трудов («Арабско-еврейско-латинский словарь», «О мужах, считавшихся знаменитыми у арабов»), многие известны лишь по названиям и считаются утраченными.
Преемник Льва X Адриан VI лишил Льва Африканского поддержки, что, по-видимому, способствовало его отъезду обратно в Африку около 1528 года. В дальнейшем он снова принял ислам и умер в Тунисе около 1550 года.

## Описание Африки
Главный труд Льва Африканского «Об описании Африки и о примечательных вещах, которые там имеются» (во французском и русском переводах — «Африка — третья часть света»), который в течение более чем 20 лет распространялся в рукописи, был издан венецианским космографом Джованни Баттиста Рамузио в 1550 году и на протяжении трёх столетий неоднократно переиздавался и переводился, представляя для европейцев главный источник сведений о странах Северной Африки и землях к югу от Сахары. Автор ссылается на огромное количество источников (как арабских, так и античных). При этом он обильно использует сведения, добытые им самим во время путешествий, и рассказывает о собственной жизни («Описание Африки» служит едва ли не единственным источником биографии Льва Африканского). Автор приводит множество географических и этнографических подробностей, получивших научное подтверждение в XIX столетии, подробно описывает как быт и нравы народов Африки, так и природу посещённых им земель. Труд Льва Африканского является уникальным памятником как арабской, так и европейской географии.

## В художественной литературе
Судьба Льва Африканского — в центре одноимённого романа ливано-французского писателя Амина Маалуфа.

## Издания на русском языке
- Лев Африканский. Африка — третья часть света / Пер. с итал., комм. и ст. В. В. Матвеева; Отв. ред. Д. А. Ольдерогге. — Л.: Наука; Ленингр. отд-ние, 1983. — 512 с. — (Литературные памятники). — 25 000 экз.